# Neritina virginea
Neritina virginea е вид охлюв от семейство Neritidae. Възникнал е преди около 7,25 млн. години по времето на периода неоген. Видът не е застрашен от изчезване.

## Разпространение и местообитание
Разпространен е в Американски Вирджински острови, Бахамски острови, Бермудски острови, Бразилия (Алагоас, Баия, Еспирито Санто, Пара, Парана, Пернамбуко, Рио Гранди до Норти, Санта Катарина, Сао Пауло и Сеара), Венецуела, Гватемала, Доминиканска република, Кайманови острови, Колумбия, Коста Рика, Куба, Мексико (Веракрус, Кампече, Кинтана Ро, Табаско, Тамаулипас и Юкатан), Панама, Пуерто Рико, САЩ (Тексас и Флорида), Суринам, Тринидад и Тобаго и Ямайка.
Среща се на дълбочина от 0 до 1,6 m.

## Описание
Популацията на вида е стабилна.